# كريس إسحاق
كريس إسحاق (بالإنجليزية: Chris Isaak)‏ هو موسيقي ومغني ومغن ومؤلف وممثل أمريكي، ولد في 26 يونيو 1956 في الولايات المتحدة.

## أعمال

### أفلام
- (1991) صمت الحملان[5][6]
- (1993) بوذا الصغير

## وصلات خارجية
- كريس إسحاق على موقع IMDb (الإنجليزية)
- كريس إسحاق على موقع ألو سيني (الفرنسية)
- كريس إسحاق على موقع ميوزك برينز (الإنجليزية)
- كريس إسحاق على موقع أول موفي (الإنجليزية)
- كريس إسحاق على موقع قاعدة بيانات الأفلام السويدية (السويدية)
- كريس إسحاق على موقع إن إن دي بي (الإنجليزية)
- كريس إسحاق على موقع أول ميوزيك (الإنجليزية)
- كريس إسحاق على موقع ديسكوغز (الإنجليزية)
- كريس إسحاق على موقع قاعدة بيانات الفيلم (الإنجليزية)
- كريس إسحاق على موقع كينوبويسك (الروسية)